# La Ventana (Coahuila)
La Ventana es una localidad del estado mexicano de Coahuila. Es parte del municipio de Viesca.

## Demografía
| Gráfica de evolución demográfica |
|                                  |

| Censo | Población |
| ----- | --------- |
| 1930  | 561       |
| 1940  | 612       |
| 1950  | 871       |
| 1960  | 986       |
| 1970  | 1 203     |
| 1980  | 1 742     |
| 1990  | 2 039     |
| 2000  | 1 896     |
| 2010  | 1 966     |
| 2020  | 1 976     |